# أرمايونيس
بلدية أرمايونيس (بالإسبانية: Armallones) هي بلدية تقع في مقاطعة غوادالاخارا التابعة لمنطقة كاستيا لا مانتشا وسط إسبانيا.

## الديموغرافيا
بلغ عدد سكان بلدية أرمايونيس 75 نسمة عام 2011 (وفقاً للمعهد الوطني الإسباني للإحصاء).
| 54 | 60 | 61 | 56 | 67 | 56 | 75 |